# Birtle
Birtle är en ort i Kanada.   Den ligger i provinsen Manitoba, i den sydöstra delen av landet, 2 000 km väster om huvudstaden Ottawa. Birtle ligger 475 meter över havet och antalet invånare är 690.
Terrängen runt Birtle är huvudsakligen platt. Birtle ligger nere i en dal. Trakten runt Birtle är nära nog obefolkad, med mindre än två invånare per kvadratkilometer.. Birtle är det största samhället i trakten. 
Trakten runt Birtle består till största delen av jordbruksmark.